# Couzeix
Couzeix település Franciaországban, Haute-Vienne megyében. Lakosainak száma 10 011 fő (2022. január 1.). Couzeix Chaptelat, Limoges, Nieul és Saint-Gence községekkel határos.

## Népesség
A település népességének változása:
| Lakosok száma | 8763 | 9048 | 9346 | 9268 | 9349 | 9518 | 9612 | 9828 | 10 011 |
|               | 2013 | 2015 | 2016 | 2017 | 2018 | 2019 | 2020 | 2021 | 2022   |